# 1667年杜布羅夫尼克地震
1667年杜布羅夫尼克地震是發生於1667年4月6日拉古薩共和國杜布羅夫尼克的一次劇烈地震，是該地區2,400年來最劇烈的地震之一。這次地震造成5,000人喪生，包含市長Simone Ghetaldi，杜布羅夫尼克約四分之三的建築毀壞。這次地震也導致拉古薩共和國開始衰落。